# بیلی پورتر (بازیکن فوتبال، زاده ۱۹۰۵)
بیلی پورتر (انگلیسی: Billy Porter; ۱ ژوئیهٔ ۱۹۰۵ – ۲۸ آوریل ۱۹۴۶) بازیکن فوتبال اهل بریتانیا بود.
از باشگاه‌هایی که در آن بازی کرده‌است می‌توان به باشگاه فوتبال منچستر یونایتد و باشگاه فوتبال اولدهام اتلتیک اشاره کرد.